# La Reine des neiges 2
À ne pas confondre avec le film d'animation russe La Reine des neiges 2 : le Miroir sacré (2014).
Série Classiques d'animation Disney
Ralph 2.0
(2018) Raya et le Dernier Dragon
(2021)
Série La Reine des neiges
La Reine des neiges
(2013) La Reine des neiges 3
(2025)
Pour plus de détails, voir Fiche technique et Distribution.
La Reine des neiges 2 (Frozen 2) est le 143e long-métrage d'animation et le 58e « Classique d'animation » des studios Disney. Réalisé par Chris Buck et Jennifer Lee et sorti en 2019, il s'agit de la suite du film La Reine des neiges (2013).
Le film débute en septembre, au royaume d'Arendelle. Six ans après la mort de ses parents, alors qu'elle célèbre l'arrivée de l'automne, la Reine Elsa commence à entendre une étrange voix venant du Nord et l'appelant. Le royaume est attaqué par des esprits élémentaires lorsque la Reine les réveille accidentellement. Les habitants mis en lieu sûr, Elsa entame une nouvelle aventure avec sa sœur Anna et leurs amis Kristoff, le renne Sven et le bonhomme de neige Olaf. Ensemble, afin de sauver le royaume, ils partent à la recherche de la Forêt Enchantée, cachée depuis longtemps par une épaisse brume magique, une destination qui pourrait aussi aider Elsa à découvrir enfin les origines de ses pouvoirs.
C'est l'un des plus gros succès du box-office mondial.

## Synopsis
Un soir, le roi Agnarr d'Arendelle raconte une histoire à ses filles, Elsa et Anna : leur grand-père, le roi Runeard, a établi un traité avec la tribu voisine de Northuldra en construisant un barrage sur leur territoire, la Forêt Enchantée. Cependant, une bataille a lieu et Runeard décède. Le combat enrage les esprits élémentaires de l'Eau, du Feu, de l'Air et de la Terre. Ils disparaissent et une brume enveloppe la Forêt Enchantée. Agnarr y échappe de justesse grâce à l'aide d'un sauveur inconnu.
Trois ans après son couronnement, Elsa célèbre l'arrivée de l'automne au royaume avec Anna, Olaf, Kristoff et Sven. Quand Elsa entend une voix mystérieuse l'appelant, elle la suit et réveille accidentellement les esprits élémentaires qui attaquent Arendelle et forcent les habitants à évacuer le royaume. Pabbie et les trolls arrivent à Arendelle et Pabbie informe les deux sœurs qu'elles doivent réparer les choses en découvrant la vérité sur le passé d'Arendelle.
Elsa, Anna, Olaf, Kristoff et Sven suivent la mystérieuse voix jusqu'à la Forêt Enchantée, grâce à Elsa qui parvient à ouvrir la brume grâce à son toucher. L'esprit de l'air, sous la forme d'une tornade, apparaît et emporte les amis dans son vortex. Elsa parvient à le stopper en créant des sculptures de glace. Les sœurs découvrent que les sculptures sont des fragments du passé de leur père et que leur mère, la reine Iduna, était une Northuldra et que c'est elle qui a sauvé Agnarr. Ils rencontrent les Northuldras et une troupe de soldats d'Arendelle, toujours en conflit. L'esprit du feu surgit alors et Elsa finit par découvrir qu'il s'agit d'une petite salamandre très agitée. Elsa et Anna parviennent à calmer les soldats et la tribu en leur expliquant que leur mère était Northuldra et que leur père venait d'Arendelle. Elles apprennent également l'existence d'un cinquième esprit élémentaire qui serait la passerelle entre les humains et la magie de la nature.
Elsa et Anna continuent d'avancer vers le Nord, accompagnées d'Olaf, en laissant derrière Kristoff et Sven. Elles découvrent l'épave du bateau de leurs parents, qui a fait naufrage sur les côtes de la Mer Sombre, et y trouvent une carte maritime qui mène à Ahtohallan, une rivière mythique qui, selon les comptines de leur mère, détient toutes les explications du passé. Elsa se rend compte que ses parents sont morts en essayant de chercher des réponses à son sujet ; elle décide alors de continuer sa route seule, tandis qu'elle met Anna et Olaf en sécurité de force. Elle rencontre et parvient à dompter le kelpie, l'esprit de l'eau qui garde la Mer Sombre. En arrivant à Ahtohallan, Elsa voit des bribes du passé, des bons et des mauvais moments de sa vie et de celle de ses parents. Elle découvre que la voix qui l'appelle est celle de sa mère, que ses pouvoirs lui ont été donnés par la nature grâce au sauvetage d'Agnaar par Iduna, grâce à l'amour de deux personnes venant de deux peuples ennemis. Elle apprend aussi qu'elle est le cinquième esprit.
Elsa apprend ensuite que le barrage était en réalité un guet-apens créé pour réduire les ressources des Northuldras car le roi Runeard n'appréciait pas la connexion de la tribu avec la magie et entreprenait de coloniser la Forêt Enchantée. Elle apprend également que c'est lui qui a envoyé le premier coup dans la bataille en tuant le chef de la tribu Northuldra. Elsa envoie cette information à Anna avant de devenir une statue de glace en s'étant aventuré trop loin dans le passé. Ainsi, sa magie disparaît et Olaf devient un tas de neige ordinaire, laissant Anna en pleurs.
Anna reçoit le message d'Elsa et en conclut que le barrage doit être détruit pour que la paix soit restaurée. Anna trouve et réveille les gigantesques esprits de la terre et les emmène vers le barrage. Ils le détruisent en lançant des rochers sur Anna, sauvée de justesse, et ainsi, un gigantesque raz-de-marée est libéré et se dirige vers le fjord où se trouve Arendelle. Elsa dégèle et parvient à revenir au royaume à temps, détournant le courant et sauvant Arendelle.
L'épaisse brume disparaît. Elsa retrouve Anna et ressuscite Olaf. Kristoff demande Anna en mariage et elle accepte. Elsa explique qu'Anna et elle sont la passerelle entre les humains et les esprits de la nature. Anna devient reine d'Arendelle tandis qu'Elsa devient la protectrice de la Forêt Enchantée. La paix est restaurée à Arendelle et Elsa rend souvent visite à sa sœur dans son royaume, gardant une connexion et ainsi la paix entre les deux royaumes.

## Fiche technique
Sauf indication contraire, les informations mentionnées dans cette section peuvent être confirmées par la base de données cinématographiques IMDb,  présente dans la section « Liens externes ».
- Titre original : Frozen 2
- Titre français : La Reine des neiges 2
- Réalisation : Chris Buck et Jennifer Lee
- Scénario : Jennifer Lee d'après une histoire originale de Jennifer Lee, Chris Buck, Kristen Anderson-Lopez, Robert Lopez et Marc E. Smith
- Storyboard : Stephen J. Anderson, Ryan Green, Louie Del Carmen et Tom Ellery
- Animation : Rebecca Wilson Bresee & Tony Smeed (chefs de l'animation), Trent Correy (animateur superviseur de Bruni, d’Olaf et de Courant d’Air), Hyun Min-Lee (animatrice superviseuse d’Anna), Michael Woodside (animateur superviseur de Sven), Wayne Untenn (animateur superviseur d’Elsa), Adam Green, Malerie Walters, Alexander Snow, Vitor Vilela, Justin Webers, Jeff Williams, Ratsko Stefanovic, Chad Sellers, Zach Parrish, Louaye Moulayess, Kira Lethomaki, Garret Lewis, Jackie Koelher, Andrew Lawson, Steven R.V. Johnson, Leif Jeffers, Kim Hazel, Amanda Zima, Youngjae Choi, Andrew Feliciano, Jason Figliozzi, Michael Francesci, Pedro Daniel Garcia Perez et Minor Gaytan
- Musique : Christophe Beck
  - Chansons : Kristen Anderson-Lopez (paroles) et Robert Lopez (musique)
- Société de production : Walt Disney Animation Studios
- Société de distribution : Walt Disney Pictures (États-Unis), The Walt Disney Company France (France)
- Genre : Animation, aventure, fantasy, comédie et film musical
- Pays :  États-Unis
- Langue : anglais
- Durée : 103 minutes
- Budget : 150 000 000 USD
- Dates de sortie :
  - États-Unis : 7 novembre 2019 (première à Hollywood), 22 novembre 2019 (sortie nationale)
  - France : 20 novembre 2019
  - Canada : 21 novembre 2019

## Distribution

### Voix originales
Sauf indication contraire, les informations mentionnées dans cette section peuvent être confirmées par la base de données cinématographiques IMDb,  présente dans la section « Liens externes ».
- Idina Menzel : Elsa
- Kristen Bell : Anna
- Josh Gad : Olaf
- Jonathan Groff : Kristoff
- Sterling K. Brown : Lieutenant Matthias
- Evan Rachel Wood : Queen Iduna (la Reine Iduna, mère d'Elsa et d'Anna)
- Aurora : la voix
- Alfred Molina : Roi Agnarr
- Martha Plimpton : Yelana
- Jason Ritter : Ryder
- Rachel Matthews : Honeymaren
- Jeremy Sisto : Roi Runeard
- Ciarán Hinds : Roi Pabbie
- Alan Tudyk, Santino Fontana, Paul Briggs : voix additionnelles

### Voix françaises
- Charlotte Hervieux : Elsa[1]
- Emmylou Homs : Anna
- Dany Boon : Olaf[1]
- Donald Reignoux : Kristoff
- Sama Jackson[2] : le lieutenant Mattias
- Prisca Demarez : la reine Iduna[3]
- Pierre Tessier : le roi Agnarr
- Anne Barbier : Yelena[3]
- Gauthier Battoue : Ryder
- Meaghan Dendraël : Honeymaren
- Nicolas Justamon : le roi Runeard
- Paul Borne : Pabbie
- Serge Biavan : le chef Northuldra
- Juliette Davis : Anna enfant
- Élisa Bardeau : Elsa enfant
- Aurora : la voix
- Magali Bonfils : Bulda
- Philippe Catoire : Kai
- Bernard Alane : le duc de Weselton (extrait du 1er film)
- Guillaume Beaujolais : Hans (extrait du 1er film)
- Coralie Thuilier : Anna enfant (extrait du 1er film)
- voix additionnelles : Tom Trouffier, Théo Dussoulié, François Delaive, Simon Volodine, Pierre Margot, Camille Timmerman, Virginie Caliari et Sergei Philippenko.
- chœurs : Magali Bonfils, Barbara Beretta, Mery Lanzafame, Rachel Pignot, Michaël Lelong, Richard Rossignol, Arnaud Léonard et Olivier Constantin.

Version française
- Société de doublage : Dubbing Brothers
- Mixage : Dubbing Brothers
- Direction artistique : Barbara Tissier
- Direction musicale : Claude Lombard
- Adaptation des dialogues et chansons : Houria Belhadji

 Source et légende : version française (VF) sur RS Doublage et carton de doublage du film.

### Voix québécoises
- Aurélie Morgane : Elsa[5]
- Charlotte Hervieux : Elsa (chant-extrait de la version française européenne)
- Véronique Claveau : Anna[6]
- Marc Labrèche : Olaf[7]
- Gabriel Lessard : Kristoff[8]
- Michaël Lelong : Kristoff (chant)
- Éveline Gélinas : la reine Iduna
- Prisca Demarez : la reine Iduna (chant-extrait de la version française européenne)
- Tristan Harvey : le roi Agnarr[9]
- Claudine Chatel : Yelena
- Alexandre Bacon : Ryder
- Marie-Ève Sansfaçon : Honeymaren
- Sylvain Hétu : le roi Runeard
- Guy Nadon : Pabbie
- Frédérik Zacharek : le chef Northuldra
- Lhasa Morin : Anna enfant
- Charlotte St-Martin : Elsa enfant[10]
- Jacques Lavallée : le duc de Weselton
- Nicolas Charbonneaux-Collombet : Hans
- Patrick Chouinard : Kai[11]
- chœurs : Émilie Josset, Philippe Martel, Benoît Leblanc, Catherine Léveillé, Dominic Lorange, Dominique Faure, Marcel De Hêtre, Marianne Mathieu et Michaël Lelong
- voix additionnelles : Frédéric Desager, Frédérik Zacharek, Pascale Montreuil, Frédéric Millaire Zouvi, Philippe Martin, Dany Boudreault, Patrick Chouinard, Adrien Bletton, Catherine Hamann, Marguerite D'Amour, Annie Girard, Arielle Circé, Stéfanie Dolan, Jacob Lemieux, Rose-Maïté Erkoreka et Frédéric Larose
- Toutes les chansons interprétées par Elsa ainsi que celles d'Iduna n’ont pas de versions québécoises. Le Québec a récupéré les versions françaises de leurs chansons, interprétées par Charlotte Hervieux et Prisca Demarez.

Version québécoise
- Société de doublage : Difuze Inc.
- Mixage : Dubbing Brothers
- Directeur artistique : Valérie Bocher
- Direction musicale : Claude Lombard (France) et Pierre Bédard
- Direction des choeurs : Mark Giannetti et Josée Destrempes
- Adaptation des dialogues : Valérie Bocher
- Adaptation des chansons : Houria Belhadji (France)

Sources : Carton de doublage tiré du générique du film 

## Chansons du film
- La Berceuse d'Ahtohallan (All Is Found) - la Reine Iduna
- Point d'avenir sans nous (Some Things Never Change) - Anna, Elsa, Olaf, Kristoff (Sven) et les chœurs
- Dans un autre monde (Into the Unknown) - Elsa
- Quand je serai plus grand (When I Am Older) - Olaf
- Le Chant du renne (Reindeer(s) Are Better Than People) - Kristoff (et les rennes)
- J'ai perdu le nord (Lost in the Woods) - Kristoff
- Je te cherche (Show Yourself) - Elsa et la Reine Iduna
- Libérée, Délivrée (Let It Go) - Elsa (extrait du premier film)
- Tout réparer (The Next Right Thing) - Anna
- Into The Unknown (Into The Unknown) - Panic! at the Disco (Générique de fin)
- All Is Found (All Is Found) - Kacey Musgraves (Générique de fin)
- Lost in the Woods - Weezer

## Production

### Développement
Le 12 mars 2015, lors de l'assemblée générale des actionnaires de la Walt Disney Company à San Francisco, Bob Iger (directeur général de la Walt Disney Company), John Lasseter (directeur artistique des studios d'animation Disney et Pixar) et Josh Gad (interprète d'Olaf) annoncent qu'une suite sera donnée à La Reine des neiges, film ayant initié une des franchises les plus rentables de l'histoire des studios Disney. Il est également annoncé que Chris Buck et Jennifer Lee reviennent à la réalisation, Peter Del Vecho à la production, et Kristen Bell et Josh Gad au doublage.
Selon John Lasseter, « on s'est amusé en créant La Reine des neiges : Une fête givrée », « Chris Buck et Jennifer Lee ont eu une bonne idée pour une suite », affirmant juste après « nous vous remmènerons à Arendelle »,.
La date de sortie de La Reine des Neiges 2 n'est alors pas encore précisée, certaines sources indiquant 2017, d'autres 2018 ou encore 2019. Le 25 avril 2017, Disney Studios annonce les sorties de plusieurs films dont La Reine des neiges 2 pour le 27 novembre 2019,,.
Le 14 juin 2017, les studios d'animations Disney diffusent une bande-annonce pour le court métrage Joyeuses fêtes avec Olaf, qui sort en première partie du film Coco. Toutefois, il pourrait ne pas être diffusé en France, où il est jugé trop long (21 minutes en plus du film). Le 21 juin 2017, les studios d'animations Disney québécois diffusent sur les réseaux sociaux la première bande-annonce en voix françaises et confirme le titre français par la même occasion.
Le 15 juillet 2017, lors de la conférence annuelle de la D23, il est annoncé que le titre prévu, Frozen 2, ne sera pas le titre définitif. Quelques images du voyage d'étude[Quoi ?] du film sont également montrées. Sa production n'a toutefois pas encore démarré. Il est confirmé que le court-métrage sera proposé lors des avant-premières de Coco et qu'il sera intitulé Joyeuses Fêtes avec Olaf en version française.
Le 1er novembre 2018, il est annoncé que la sortie américaine est décalée au 22 novembre 2019, la date du 27 novembre 2019 étant conservée pour la France.
Le 8 novembre 2018, de nouvelles révélations concernant cette suite sont dévoilées par la réalisatrice Jennifer Lee, lors d'une interview donnée à l'avant-première de Ralph 2.0 qui annonce que quatre nouvelles chansons feront partie intégrante du film, et que l'action se déroulera hors du royaume d'Arendelle. La célèbre chanson Libérée, délivrée aurait un écho dans ce second volet.
Le 20 novembre 2018, Frédéric Monnereau, le directeur marketing et distribution de Disney France, annonce la nouvelle date de sortie du film en France sur les réseaux sociaux. Celui-ci sortira le 20 novembre 2019.
Le 13 février 2019, la première bande-annonce est dévoilée sur Internet.
Des rumeurs circulent sur une possible homosexualité d'Elsa et un hashtag est créé sur Twitter pour demander à Disney de « donner une copine à Elsa ». Sollicitée, l'actrice prêtant sa voix à Elsa déclare qu'elle « ne peu[t] pas confirmer ni démentir les rumeurs ». La réalisatrice, Jennifer Lee, explique, quant à elle, que cette idée a « donné lieu à énormément de discussions ». Il est finalement confirmé que Elsa n'aura pas de petite amie dans le deuxième film. Les réalisateurs souhaitent se focaliser sur l'intérêt des origines de la reine d'Arendelle.
Le 11 juin 2019, la deuxième bande-annonce de La Reine des neiges 2 est diffusée en direct dans l'émission Good Morning America' sur ABC
Puis, le 23 septembre 2019, la bande-annonce finale est dévoilée sur YouTube. On peut y entendre Elsa parler pour la première fois, avec la voix de Charlotte Hervieux.
Le 15 mars 2020, à la suite de la mise en quarantaine à cause du coronavirus, Disney décide de proposer le film 4 mois à l'avance sur Disney+ en streaming légal aux États-Unis ainsi qu'au Canada, au lieu d'être mis en ligne au mois de juillet.

### Enregistrement
L'enregistrement des comédiens démarre en mars 2016.
Le 13 juillet 2018, il est annoncé que Evan Rachel Wood et Sterling K. Brown participeront à la distribution de la version originale.
La chanson « Je te cherche » (Show Yourself en version originale) est la dernière à être enregistrée par Idina Menzel, au mois de mai 2019, soit 6 mois avant la sortie du film au cinéma.

## Inspirations scandinaves et sami
Comme le premier opus, le film contient des éléments de la culture sami. Si le peuple autochtone dans le film d'animation s'appelle Northuldra, cette inspiration est clairement assumée dans le deuxième opus, pour lequel un verddet — « groupe » — composé de six spécialistes de la culture sámi — trois Norvégiennes, deux Finlandais, une Suédoise —, a été constitué pour conseiller les équipes de Disney.
Un doublage en version same du Nord, avec le titre Jikŋon 2, a été réalisé, ce qui fait de La Reine des Neiges 2 le premier film Disney à être disponible dans cette langue.

## Accueil

### Critique
Le film reçoit des retours plus partagés que le précédent film.
Le site Allociné recense 28 critiques presse, pour une moyenne de 3,3⁄5.
Le site web de pop culture Le Journal du geek écrit que le film « avait l'ambition de dépasser son prédécesseur et y parvient dans les grandes lignes. Plus beau, plus profond, plus sombre d'une certaine manière, le film peut se targuer d'intégrer la courte liste des suites réussies. ».
Pour le quotidien Libération, « Le film est tout à la fois parfaitement anecdotique et pas désagréable pour qui espère subir une avalanche de sucre glace. ».
Il reçoit un accueil satisfaisant du public, avec une note moyenne de 6,1 / 10 avec plus de 6 000 retours sur le réseau social francophone SensCritique.

### Box-office
En France, le film réalise 1 979 782 entrées lors des 5 premiers jours, il s'agit du second meilleur démarrage de tous les temps pour un film d'animation en France devant Le Monde de Nemo et derrière le remake du Roi lion.
| Pays ou région | Box-office        | Date d'arrêt du box-office | Nombre de semaines |
| -------------- | ----------------- | -------------------------- | ------------------ |
| États-Unis     | 477 373 578 USD   | 19 mars 2020               | 17                 |
| France         | 7 401 300 entrées | 17 mars 2020               | 17                 |
| Total mondial  | 1 450 026 933 USD | 19 mars 2020               | 17                 |

## Autour du film
- Lors de la scène des souvenirs, Agnarr affirme lire le roman d'un nouvel auteur danois. Sur la couverture du livre, on peut distinguer la silhouette d'Ariel, La Petite Sirène.
- La chanson J'ai perdu le Nord de Kristoff fait très largement référence au style de Queen et notamment au clip de la chanson Bohemian Rhapsody.
- Il s'agit du dernier film Disney des années 2010.
- Lorsque les deux sœurs tombent sur la carte du pays, la date indique MDCCCXL. Ce sont les chiffres romains pour l'année 1840 ; le conte La Reine des Neiges de Hans Christian Andersen, qui a inspiré le film, a été publié en 1844.
- Dans la scène où Olaf joue à « vrai ou faux », on aperçoit en arrière-plan le château d’Elsa du premier film, situé sur la route menant à la forêt enchantée.

## Distinction

### Nominations
- Golden Globes 2020 : 
  - Meilleur film d'animation
  - Meilleure chanson originale : Dans un autre monde (Into the Unknown)
- British Academy Film Awards 2020 : meilleur film d'animation
- Allociné Awards 2019 : Meilleure chanson pour Dans un autre monde (Into the Unknown)
- Oscars 2020 : Meilleure chanson originale pour Into the Unknown - Paroles et musique : Kristen Anderson-Lopez et Robert Lopez